# Marco Fu
Marco Fu Ka-chun (傅家俊S, Fù JiājùnP), meglio noto come Marco Fu (Hong Kong, 8 gennaio 1978) è un giocatore di snooker hongkonghese.

## Biografia
Marco Fu, nato ad Hong Kong, si trasferì in Canada insieme ai suoi genitori all'età di 12 anni. Appena terminate le scuole superiori all'età di 18 anni, Joseph Lo, presidente della Hong Kong Billiard Sports Control Council Co. Ltd lo invitò a tornare in patria per intraprendere la carriera di giocatore professionista di snooker.

## Carriera

### 1998-2008
Nel 1998, l'anno in cui divenne professionista, Fu raggiunse la finale del Grand Prix, battendo prima Ronnie O'Sullivan (5-4) e in seguito Peter Ebdon (6-1). Arrivato alla finale, Fu non riuscì però a prevalere contro Stephen Lee, venendo sconfitto col punteggio di 9-2. Ciononostante la posizione nel Ranking mondiale di Fu crebbe, salendo dalla 377ª posizione del suo esordio nei professionisti al 15º posto al mondo nella stagione 2000-2001.
Nel 1999 fu votato come "WPBSA Newcomer of the Year" e "WSA Young Player of the Year".
Additato da molti esperti come un potenziale campione di questa disciplina, Fu deluse però le aspettative, inanellando una serie di prestazioni non all'altezza e scendendo di posizione nel Ranking mondiale. L'unico risultato degno di nota nei 5 anni successivi fu la semifinale nel Welsh Open 2003, raggiunta grazie a una vittoria per 5-0 su Stephen Lee. Fu venne successivamente sconfitto da Stephen Hendry, vincitore in seguito del titolo.
Il riscatto di Fu non tardò a giungere: tre mesi dopo, al Campionato mondiale 2003, raggiunse infatti il primo dei suoi due quarti di finale ai Campionati mondiali e, pochi giorni dopo, vinse la Premier League battendo Mark Williams per 9-5 in finale. In questo torneo raggiungerà le semifinali nel 2004 e nel 2005. Nella stagione 2005-2006 non andò oltre i primi turni in molti tornei ma riuscì ad arrivare in semifinale al Campionato del mondo, dove venne sconfitto solo al frame decisivo da Peter Ebdon. Nel 2007 vinse il Grand Prix, primo titolo Ranking in carriera.

### 2008-2011
Nel 2008 Fu perse la finale dello UK Championship per 10-9 contro Shaun Murphy, dopo aver battuto in semifinale il finalista in carica del Mondiale Ali Carter. Nel 2010 vinse la Championship League e torna in semifinali in Premier League. L'hongkonghese arrivò poi in finale al Masters 2011, dopo aver battuto Stephen Maguire (6-4), Peter Ebdon (6-0) e Mark Allen (6-4). In finale viene battuto dal cinese Ding Junhui con il punteggio di 10-4.

### 2011-2017
Raggiunge i quarti allo UK Championship 2011 e all'International Championship 2012 e successivamente arriva in finale al German Masters 2013. Fu apre la stagione 2013-2014 trionfando all'Australian Goldfields Open contro il giocatore di casa Neil Robertson, poi perse ancora contro Ding Junhui la finale dell'International Championship, poi arrivò in semifinale al World Open e al Players Tour Championship Grand Final. Nell'anno solare 2016 raggiunse la semifinale al Campionato mondiale dove viene sconfitto dal futuro vincitore Mark Selby per 17-15.
Nella stagione 2016-2017 Fu vinse lo Scottish Open contro John Higgins in un momento positivo dato che nella settimana precedente aveva raggiunto le semifinali allo UK Championship. Ad inizio 2017 Fu arrivò in semifinale al Masters, poi arrivò in finale al Players Championship e a fine stagione rimase appiedato ai quarti del Campionato mondiale per mano di Selby che lo batte 13-3.

### 2017-
Dopo i buoni risultati, Fu ebbe un calo ad inizio stagione 2017-2018 e ha rivelato di aver avuto una chirurgia dell'occhio del laser sottoposti a dicembre per il trattamento di degenerazione retinica e floater nel suo dominante occhio sinistro e ha anche dichiarato di essersi pentito di aver partecipato al Masters, dato che non era concentrato a pieno. Dopo aver saltato la seconda parte di stagione, Fu ritornò per il Campionato mondiale dove venne battuto per 10-5 da Lyu Haotian. Lo stesso epilogo si ripete nella stagione 2018-2019 in cui Fu riesce ad arrivare al massimo ai quarti nel World Open.

## Vita privata
Marco Fu vive a Londra ed è sposato con Shirley dal 2011 e ha due figlie, nate nel 2012 e nel 2015. Nel 2016 sua moglie e le figlie sono tornate a Hong Kong per facilitare la loro istruzione. Marco Fu si è dichiarato buddista e successivamente vegetariano.

## Ranking[28]
| Stagione  | Ranking iniziale | Ranking finale |
| --------- | ---------------- | -------------- |
| 1998-1999 | 377              | 35             |
| 1999-2000 | 35               | 15             |
| 2000-2001 | 15               | 17             |
| 2001-2002 | 17               | 27             |
| 2002-2003 | 27               | 19             |
| 2003-2004 | 19               | 16             |
| 2004-2005 | 16               | 25             |
| 2005-2006 | 25               | 22             |
| 2006-2007 | 22               | 27             |
| 2007-2008 | 27               | 14             |
| 2008-2009 | 14               | 8              |
| 2009-2010 | 8                | 14             |
| 2010-2011 | 14               | 23             |
| 2011-2012 | 23               | 28             |
| 2012-2013 | 28               | 17             |
| 2013-2014 | 17               | 6              |
| 2014-2015 | 8                | 11             |
| 2015-2016 | 11               | 12             |
| 2016-2017 | 12               | 6              |
| 2017-2018 | 6                | 18             |
| 2018-2019 | 18               | 55             |
| 2019-2020 | 55               | 50             |
| 2020-2021 | 50               |                |

### Break Massimi da 147: 4[29]
| N° | Anno | Competizione              | Avversario     | Note   |
| -- | ---- | ------------------------- | -------------- | ------ |
| 1  | 2000 | Scottish Masters          | Ken Doherty    | [ 30 ] |
| 2  | 2012 | World Open Qualificazioni | Matthew Selt   | [ 31 ] |
| 3  | 2015 | The Masters               | Stuart Bingham | [ 32 ] |
| 4  | 2015 | Gibraltar Open            | Sam Baird      | [ 33 ] |

## Tornei vinti

### Titoli Non-Ranking: 5
| Titoli Ranking             | Titoli Ranking | Titoli Ranking    | Titoli Ranking |
| -------------------------- | -------------- | ----------------- | -------------- |
| Competizione               | Anno           | Avversario        | Note           |
| Grand Prix                 | 2007           | Ronnie O'Sullivan | [ 9 ]          |
| Australian Goldfields Open | 2013           | Neil Robertson    | [ 16 ]         |
| Scottish Open              | 2016           | John Higgins      | [ 21 ]         |

| Titoli Non-Ranking                      | Titoli Non-Ranking | Titoli Non-Ranking | Titoli Non-Ranking |
| --------------------------------------- | ------------------ | ------------------ | ------------------ |
| Competizione                            | Anno               | Avversario         | Note               |
| Premier League                          | 2003               | Mark Williams      | [ 5 ]              |
| World Champions vs Asia Stars Challenge | 2004               | John Higgins       | [ 34 ]             |
| Thailand Masters                        | 2006               | Issara Kachaiwong  |                    |
| Championship League                     | 2010               | Mark Allen         | [ 11 ]             |
| General Cup                             | 2015               | Mark Williams      | [ 35 ]             |

- European Tour: 1 (Gibraltar Open 2015)

## Finali perse

### Titoli Non-Ranking: 3
| Titoli Ranking             | Titoli Ranking | Titoli Ranking | Titoli Ranking |
| -------------------------- | -------------- | -------------- | -------------- |
| Competizione               | Anno           | Avversario     | Note           |
| UK Championship            | 2008           | Shaun Murphy   | [ 10 ]         |
| Grand Prix                 | 1998           | Stephen Lee    | [ 2 ]          |
| German Masters             | 2013           | Ali Carter     | [ 15 ]         |
| International Championship | 2013           | Ding Junhui    | [ 17 ]         |
| Players Championship       | 2017           | Judd Trump     | [ 23 ]         |

| Titoli Non-Ranking            | Titoli Non-Ranking | Titoli Non-Ranking | Titoli Non-Ranking |
| ----------------------------- | ------------------ | ------------------ | ------------------ |
| Competizione                  | Anno               | Avversario         | Note               |
| The Masters                   | 2011               | Ding Junhui        | [ 12 ]             |
| Euro-Asia Masters Challenge 2 | 2003               | Ken Doherty        | [ 36 ]             |
| Huangshan Cup                 | 2008               | Ali Carter         | [ 37 ]             |

| In squadra    | In squadra                                 | In squadra                                          | In squadra |
| ------------- | ------------------------------------------ | --------------------------------------------------- | ---------- |
| Competizione  | Anno/Compagno                              | Avversario                                          | Note       |
| Macao Masters | 2018/ Joe Perry, Zhang Anda, Mark Williams | Barry Hawkins, Ryan Day, Zhao Xintong, Zhou Yuelong | [ 38 ]     |

- Players Tour Championship: 1 (Evento 3 UK)
- European Tour: 1 (Bluebell Wood Open 2013)